# Johnny Simmons (cestista)
John Earl Simmons, detto Johnny (Birmingham, 7 luglio 1924 – Farmingdale, 1º agosto 2008), è stato un cestista e giocatore di baseball statunitense, professionista nella BAA, nella ABL e nella MLB.
Era il fratello di Connie Simmons.